# Fay (Oklahoma)
Pour les articles homonymes, voir Fay.
Fay est une census-designated place du comté de Dewey, dans l'État d'Oklahoma, aux États-Unis. En 2020, elle compte une population de 32 habitants.